# Mila Kunis
Milena Markovna „Mila“ Kunis (ukrajinsky Мілена Марківна Куніс, * 14. srpna 1983 Černovice, Ukrajinská SSR, SSSR) je americká herečka židovského původu. Její práce zahrnuje roli Jackie Burkhart v seriálu Zlatá sedmdesátá a hlas Meg Griffinové v animovaném seriálu Griffinovi. Také hrála ve filmech jako Kopačky, Max Payne, Kniha přežití, Černá labuť nebo Kamarád taky rád.
V roce 2010 obdržela cenu Marcella Mastroianniho za nejlepšího mladého herce nebo herečku na Benátském mezinárodním filmovém festivalu za roli baletky Lily ve filmu Černá labuť. Za tutéž roli byla také nominována na Zlatý glóbus a cenu Screen Actors Guild Award v kategorii nejlepší herečka ve vedlejší roli.

## Dětství
Narodila se v Černovicích v bývalém SSSR (území dnešní Ukrajiny). Její matka Elvira je učitelka fyziky a manažerka lékárny a otec Mark je strojní inženýr a taxikář. Má staršího bratra Michaela. Její rodina se v roce 1991, když jí bylo sedm let, přestěhovala do Los Angeles v Kalifornii. Mila je ukrajinská židovka a prohlásila, že antisemitismus v Sovětském svazu byl jeden z důvodů, proč se s rodinou přestěhovali do USA, a také že ji rodiče „vychovávali v židovské víře, jak jen mohli“, ačkoli bylo i toto náboženství v Sovětském svazu potlačováno.
Už druhý den v Los Angeles ji rodiče zapsali do základní školy Rosewood, přestože neuměla ani slovo anglicky. „Byla jsem úplně mimo“, říká. „Nepamatuji si vůbec druhý ročník. Podle toho, co mi moje matka a babička říkaly, jsem pokaždé přišla domů ze školy a plakala.“ Dodává: „Nechápala jsem místní kulturu. Nerozuměla jsem lidem ani jazyku. Moje první věta v přijímacím eseji na vysokou školu byla 'Představte si, že v sedmi letech oslepnete a ohluchnete.' Tak nějak jsem se cítila po přestěhování do Ameriky.“
V Los Angeles navštěvovala střední školu Huberta Howe Bancrofta. Z větší části se učila se soukromým učitelem při natáčení seriálu Zlatá sedmdesátá. Když nenatáčela, navštěvovala střední školu ve Fairfaxu, kterou absolvovala v roce 2001. Krátce studovala Kalifornskou univerzitu a univerzitu Loyola Marymount v Los Angeles.

## Kariéra

### 1994-2000: Počátek kariéry a práce v televizi
V devíti letech ji její otec přihlásil na herecké kurzy po škole v Beverly Hills Studios, kde poprvé potkala svou první a také současnou manažerku Susan Curtisovou. První vystoupeni v televizi, byla reklama na Barbie. Mila se začala objevovat v tištěných a televizních reklamách pro dětské hračky jako produkty Lisy Frank, Mattelovy Barbie a Payless Shoes. Stala se také modelkou v dívčí kampani značky Guess. Její první televizní rolí byla mladá Hope Williams v epizodě populárního seriálu Tak jde čas. Měla malou roli v seriálu Sedmé nebe a vedlejší role ve filmech Santa with Muscles, Miláčku, zmenšil jsem nás a ve filmu v hlavní roli s Angelinou Jolie, Gia, kde hrála mladou Giu Carangi.
V roce 1998 byla obsazena do role Jackie Burkhart v sitcomu televizní společnosti FOX, Zlatá sedmdesátá. Každému, kdo se přihlásil na konkurz, muselo být nejméně osmnáct let; ale jí v té době bylo čtrnáct. U konkurzu tedy řekla, že jí bude osmnáct, ale neřekla kdy. Ačkoli producenti nakonec zjistili její skutečný věk, tak se rozhodli, že jí roli nechají, protože právě jí nejvíce sedí. Seriál se vysílal po osm sérií.
V roce 1999 nahradila Lacey Chabertovou v roli Meg Griffinové v animovaném sitcomu Griffinovi Setha MacFarlana. Roli získala po konkurzu a mírném přepsání postavy, z části kvůli jejímu výkonu v seriálu Zlatá sedmdesátá. MacFarlane si ji po prvním konkurzu zavolal zpět a řekl ji, ať mluví pomaleji a ať přijde příště. Když už to měla pod kontrolou, tak ji MacFarlane do seriálu přijal. Za tuto roli vyhrála v roce 2007 cenu Annie Award v kategorii hlasy animovaných postaviček v americké televizní produkci. Také Meg namluvila ve videohře k seriálu s názvem Family Guy Video Game!. Svou postavu popsala jako „obětní beránek“.

### 2001–2008: Přechod k filmu
V roce 2001 se objevila ve filmu Skousni to! v hlavní roli s Kirsten Dunst. V roce 2002 si zahrála ve videofilmu Americké psycho 2, pokračování filmu Americké psycho. Film byl kritizován kritiky a později i Kunis vyjádřila rozpaky ohledně filmu. V roce 2004 si zahrála ve filmu Tony n' Tina's Wedding. Přestože byl tento film natočen v roce 2004, do kin se dostal až v roce 2007. Film neměl moc velký úspěch, Rotten Tomatoes ho ohodnotil 25%.

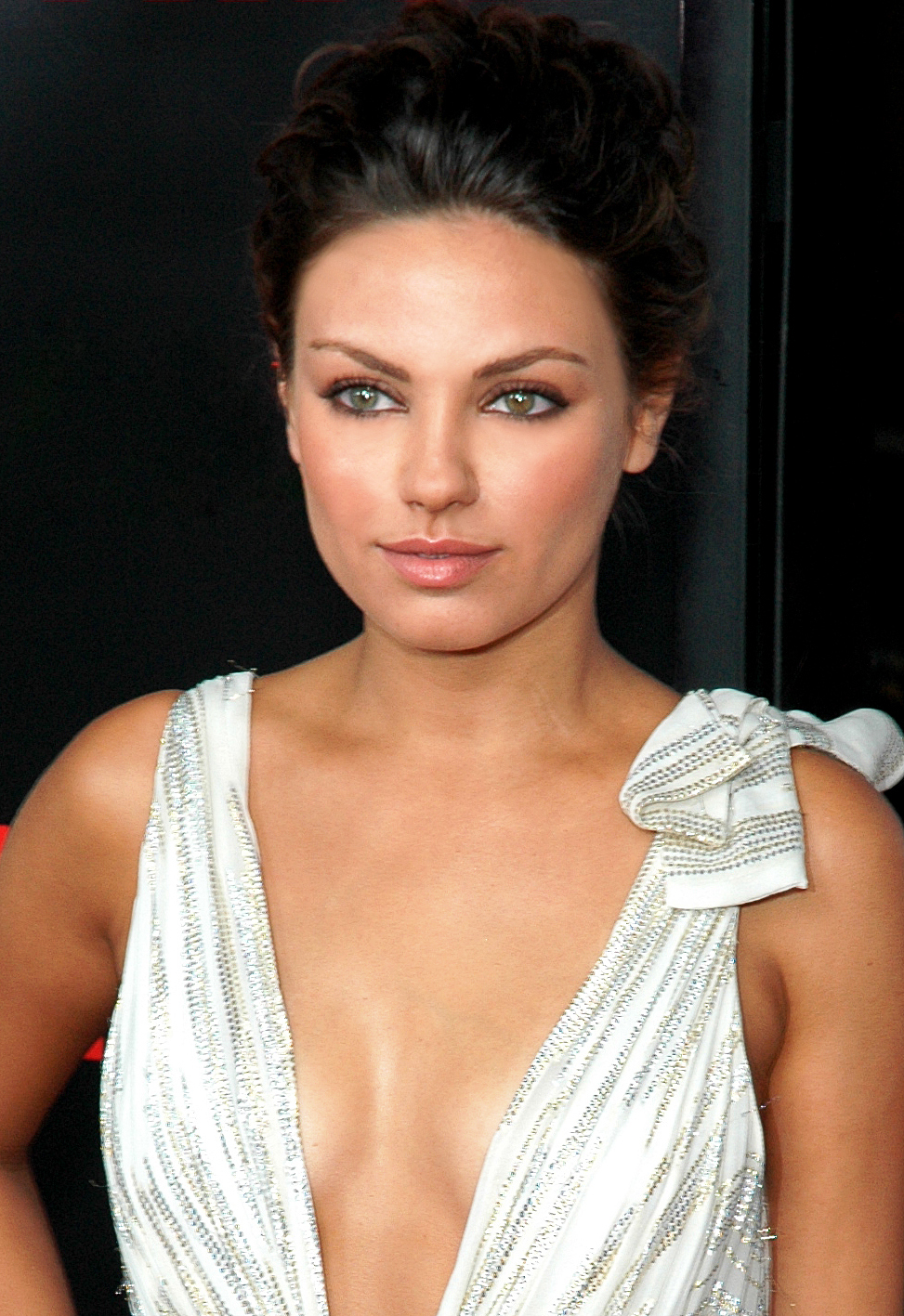
Mila Kunis na premiéře filmu Max Payne, 2008

V roce 2005 si zahrála společně s Jonem Hederem ve filmu Stěhování pana McAllistera, který šel do kin v roce 2007. Film získal poměrně špatné recenze a v kinech běžel pouhé dva týdny. Poté si zahrála ve filmu s názvem Po sexu, kde hrála společně se svou kolegyní ze Skousni to!, Zoe Saldanou. V říjnu 2006 začala natáčet film Výchovný tábor, který v USA nebyl v kinech, ale přesto byl v roce 2009 vydán na DVD.
V roce 2008 si zahrála roli Rachel Jansen v komedii Kopačky. Roli získala po neúspěšném konkurzu na film Zbouchnutá, když při konkurzu dělala improvizaci. Film měl většinou pozitivní recenze a získal komerční úspěch. Film celosvětově vydělal 150 milionů dolarů. Její role byla dobře hodnocená; Joe Morgenstern z The Wall Street Journal ji hodnotil slovy „čerstvá krása a soustředěná energie“, zatímco James Berardinelli napsal, že je „ve své roli dobře adaptovaná a chápe pojem komické načasování“. Za roli Rachel byla nominovaná na Teen Choice Awards.
Také v roce 2008 si zahrála ruskou úkladnou vražedkyni Monu Sax, spolu s Markem Wahlbergem v akčním filmu Max Payne, založeném na stejnojmenné videohře. Mila pro svou roli prodělala výcvik se zbraněmi, v boxu a bojových umění. Film byl v pokladnách kin poměrně úspěšný (vydělal celosvětově 85 milionů dolarů), ale byl špatně přijat kritiky a někteří označili Kunis za špatně obsazenou. Za svojí roli byla opět nominována na Teen Choice Awards.

### 2009–2012: Filmový průlom a významné role
V roce 2009 se objevila s Benem Affleckem a Jasonem Batemanem v komedii Extrakt. Film získal většinou pozitivní recenze a v kině vydělal 10,8 milionů dolarů. Režisér ji do role obsadil, po tom co ji viděl ve filmu Kopačky.
V roce 2010 si zahrála po boku Denzela Washingtona v akčním filmu Kniha přežití. Ačkoliv film obdržel smíšené recenze, vydělal v kinech celosvětově 157 milionů amerických dolarů. Za tuto roli opět obdržela nominaci na Teen Choice Awards. Ve stejném roce se ještě objevila v menší roli v komedii Noční rande, v hlavní roli se Stevem Carrelem a Tinou Fey.

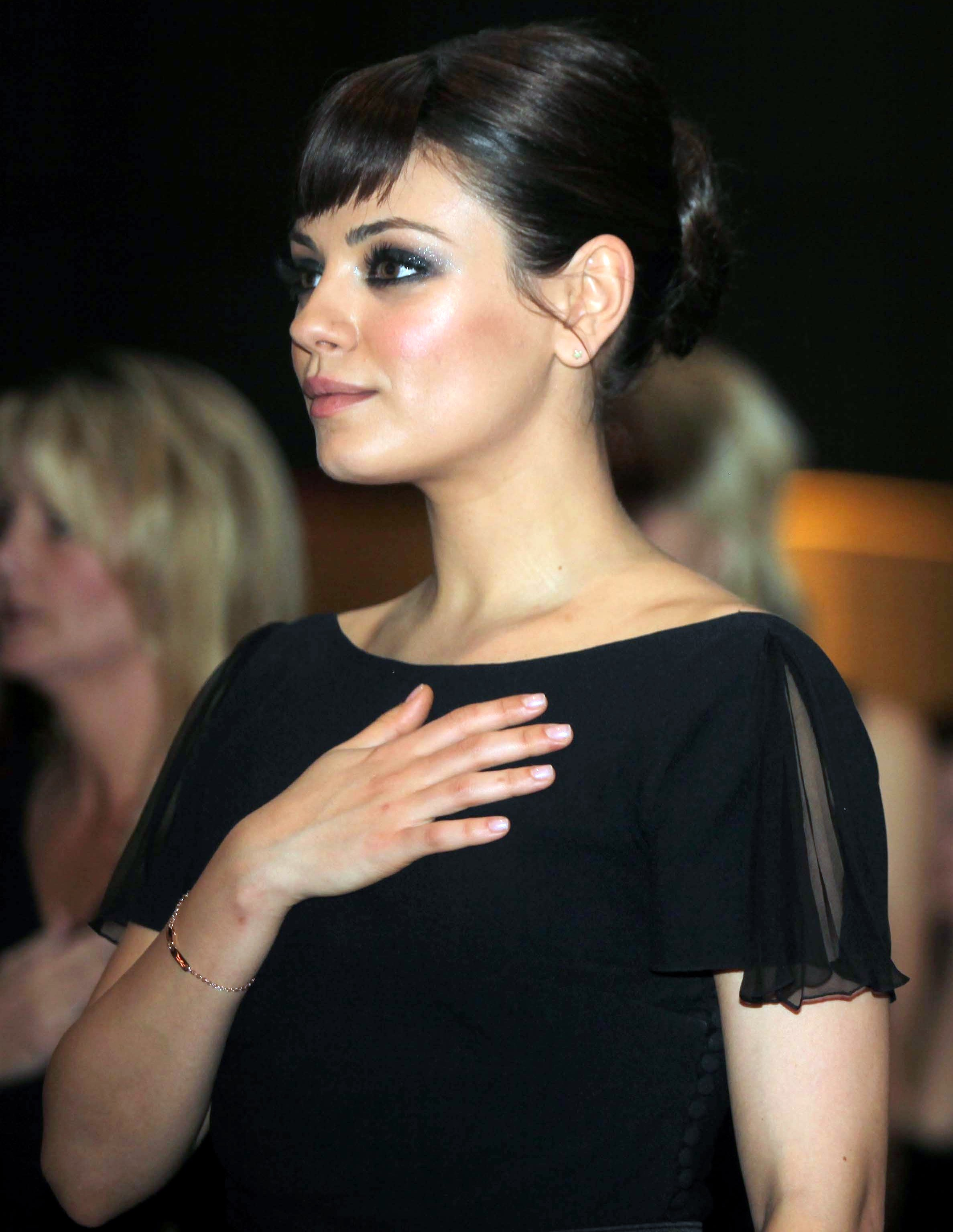
Mila Kunis v roce 2011

Společně s Natalií Portman hrály soupeřící baletky ve filmu Darrena Aronofskeho, Černá labuť. Obsadili ji po roli v Kopačkách a na doporučení Natalie Portman, prošla tréninkem, který zahrnoval aerobic, stravu 1200 kilokalorií denně (v rozhovoru uvedla, že během natáčení zhubla devět kilogramů) a čtyři hodiny baletu denně sedm dní v týdnu. Během natáčení také byla několikrát zraněna včetně poškozeného vazu a vykloubeného ramene. Film Černá labuť získal uznání u kritiky a byl nominován na pět Oscarů, včetně kategorie nejlepší film. Tento film se stal jejím finančně nejúspěšnějším; její první film, který vydělal přes sto milionů amerických dolarů (106,9 milionů dolarů) v USA a Kanadě a celosvětově film vydělal přes 328 milionů. Ohlasy na její roli byly pozitivní. Za tuto roli získala nominace na Zlatý glóbus a Screen Actors Guild Award za nejlepší herečku ve vedlejší roli. Na 37. ročníku Saturnových cen byla také oceněna cenou za nejlepší herečku ve vedlejší roli.
Spolu s Justinem Timberlakem byla obsazena do romantické komedie Kamarád taky rád, která se natáčela od července do září 2010 v New Yorku a Los Angeles. Režisér filmu Will Gluck řekl, že když psal příběh tak myslel na Timberlaka a Kunis. „Byly dvojice herců, s kterými jsem chtěl pracovat, tak jsem to napsal pro Justina Timberlaka a Milu Kunis. Chtěl jsem to udělat víc jako film pro dospělé o sexu a také o vztazích." Film získal většinou pozitivní recenze a kritici pochválili chemii mezi ní a Timberlakem. Manohla Dargis z New York Times napsala, že „Rychle dokázala, že má nadání, které udržuje tradiční romantickou komedii" a „její energie je tak osvěžující a expanzivní a její přítomnost tak živá, že vyplní celou obrazovku."
Její další film se jmenoval Méďa a objevila se zde po boku Marka Wahlberga. Spoluautorem a režisérem filmu je autor Griffinů Seth MacFarlane.

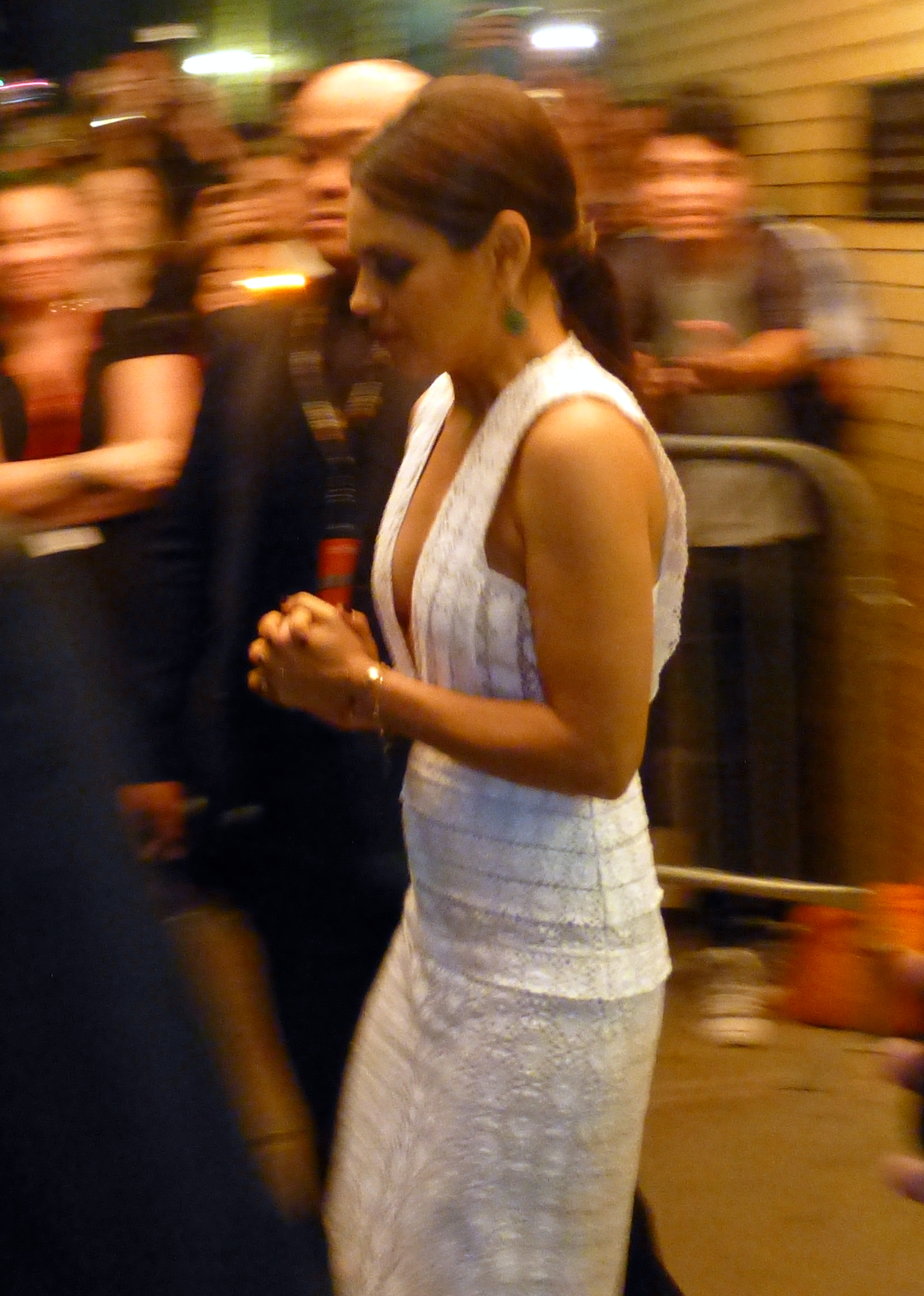
Mila Kunis na premiéře filmu Ten třetí na filmovém festivalu v Torontu

### Od roku 2013: Další projekty
V roce 2013 ztvárnila nejmladší ze tří čarodějnic, Theodoru, v disneyovském snímku Mocný vládce Oz, kde si titulní roli zahrál James Franco. Svůj výkon ve filmu věnovala Margaret Hamiltonové, původní představitelce čarodějnice z filmu z roku 1939. Film i Kunisin výkon získaly smíšené recenze od kritiků. Ve stejném roce se společně s Clivem Owenem, Billym Crudupem a Marion Cotillard objevila v thrilleru Pokrevní pouto. Film měl premiéru na Filmovém festivalu v Cannes a obdržel smíšené recenze. Kunis byla také obsazena do komedie The Angriest Man in Brooklyn, kde hrála s Robinem Williamsem a Peterem Dinklagem. Film Paula Haggise, Ten třetí, ve kterém se objevila s Liamem Neesonem, Olivií Wildeovou a Jamesem Francem, měl premiéru na Torontském mezinárodním filmovém festivalu, ale dostalo se mu negativních hodnocení. Nicméně Kunisin výkon někteří z kritiků chválili, například Deborah Young z The Hollywood Reporter napsala, že „její role jí dává mnoho prostoru, aby vyjádřila svůj talent a též příběhu dodává kus syrové intenzity“.
Stala se výkonnou producentkou feministicky laděného seriálu televize The CW, Meridian Hills. V říjnu 2014 bylo oznámeno že spolu se svými partnery vybudovala novou produkční společnost s názvem Orchard Farm Productions.
V roce 2015 vedle Channinga Tatuma ztvárnila titulní roli ve sci-fi snímku Wachovských, Jupiter vychází. Film se povětšinou setkal s negativními ohlasy.
V roce 2016 si zahrála po boku Kristen Bellové a Christiny Applegate v komedii Matky na tahu. V roce 2018 se roli zopakovala v sequelu Matky na tahu o Vánocích. Ten samý rok se objevila ve snímku Špión, který mi dal kopačky, po boku Kate McKinnonové.

## Filmografie

### Film
| Rok  | Název                                                  | Role               |
| ---- | ------------------------------------------------------ | ------------------ |
| 1995 | Pirani útočí                                           | Susie Grogan       |
| 1996 | Svalnatý Santa Claus                                   | Sarah              |
| 1997 | Miláčku, zmenšil jsem nás!                             | Jill               |
| 1998 | Krippendorfův kmen                                     | Abbey Tournquist   |
| 1998 | Milo                                                   | Martice            |
| 2001 | Skousni to!                                            | Basin              |
| 2002 | Americké psycho 2                                      | Rachael            |
| 2004 | Tony n' Tina's Wedding                                 | Tina               |
| 2005 | Family Guy Presents: Stewie Griffin - The Untold Story | Meg Griffin (hlas) |
| 2007 | Po sexu                                                | Nikki              |
| 2007 | Stěhování pana McAllistera                             | Michelle           |
| 2008 | Výchovný tábor                                         | Sophie             |
| 2008 | Kopačky                                                | Rachel Jansen      |
| 2008 | Max Payne                                              | Mona Sax           |
| 2009 | Extrakt                                                | Cindy              |
| 2010 | Kniha přežití                                          | Solara             |
| 2010 | Noční rande                                            | Whippit            |
| 2010 | Black Swan                                             | Lily               |
| 2011 | Kamarád taky rád                                       | Jamie Rellis       |
| 2012 | Méďa                                                   | Lori Collins       |
| 2012 | C.K. Williams: Tar                                     | Catherine          |
| 2013 | Mocný vládce Oz                                        | Theodora           |
| 2013 | Pokrevní pouto                                         | Natalie            |
| 2013 | Ten třetí                                              | Julia              |
| 2014 | The Angriest Man in Brooklyn                           | Sharon Gill        |
| 2014 | Annie                                                  | Andrea Alvin       |
| 2015 | Jupiter vychází                                        | Jupiter Jones      |
| 2015 | Hell & Back                                            | Deema (hlas)       |
| 2016 | Matky na tahu                                          | Amy Mitchell       |
| 2017 | Matky na tahu o Vánocích                               | Amy Mitchell       |
| 2018 | Špión, který mi dal kopačky                            | Audrey             |
| 2019 | Kouzelný park                                          | Greta (hlas)       |
| 2020 | Four Good Days                                         | Molly              |
| 2020 | Breaking News in Yuba County                           | Nancy              |

### Televize
| Rok                  | Název                        | Role                      | Poznámky                               |
| -------------------- | ---------------------------- | ------------------------- | -------------------------------------- |
| 1994                 | Tak jde čas                  | malá Hope Williams        | objevila se ve flashbacku              |
| 1994-1995            | Pobřežní hlídka              | Annie a Bonnie            | díl: „Aftershock“ a „Hot Stuff“        |
| 1995                 | The John Larroquette Show    | Lucy                      | díl: „The Defiant One“                 |
| 1995                 | Hudson Street                | Devon                     | díl: „Here's Just Looking at You, Kid“ |
| 1996                 | Unhappily Ever After         | Chloe                     | díl: „In the Stars“                    |
| 1996–1997            | Nick Freno: Licensed Teacher | Anna-Maria Del Bono       | 5 dílů                                 |
| 1996–1997            | Sedmé nebe                   | Ashley                    | 4 díly                                 |
| 1997                 | Walker, Texas Ranger         | Pepper                    | díl: „Poslední naděje“                 |
| 1998                 | Gia                          | Gia ve věku jedenácti let | televizní film HBO                     |
| 1998                 | Pensacola - Zlatá křídla     | Jessie Kerwood            | díl: „Company Town“                    |
| 1998–2006            | Zlatá sedmdesátá             | Jackie Burkhart           | Hlavní role (200 dílů)                 |
| 1999–2003 2005–dosud | Griffinovi                   | Meg Griffin (hlas)        | hlavní role                            |
| 2000–2002            | Get Real                     | Taylor Vaughn             | 2 nevysílané díly                      |
| 2002                 | MADtv                        | Daisy                     | díl: „8.7“                             |
| 2004                 | S dětmi na krku              | Lana                      | 2 díly                                 |
| 2005–2011            | Robot Chicken                | Různé hlasy               | 15 dílů                                |
| 2005                 | Napálené celebrity           | Ona sama                  | díl: „5.6“                             |
| 2009                 | Cleveland show               | Meg Griffin (hlas)        | díl: „Pilot“                           |
| 2010                 | Noční show Craiga Fergusona  | Snooki                    | díl: „6.85"                            |
| 2011                 | Sezame, otevři se            | Ona sama                  | díl: „The Good Bird's Club“            |
| 2011                 | Good Vibes                   | Ona sama (hlas)           | díl: „Red Tuxedo“                      |
| 2014                 | Dva a půl chlapa             | Vivian                    | díl: „Lan Mao Shi Zai Wuding Shang“    |
| 2017                 | The Bachelorette             | Ona sama                  | díl: „Season 13, 139 overall“          |